# Il presidio - Scena di un crimine
Il presidio - Scena di un crimine (The Presidio) è un film del 1988, diretto da Peter Hyams e interpretato da Sean Connery.

## Trama
Nella base dell'esercito del Presidio di San Francisco, la soldatessa della polizia militare statunitense Patti Jean Lynch viene uccisa a colpi di arma da fuoco mentre indaga su un'irruzione, e due agenti del dipartimento di polizia di San Francisco vengono uccisi durante la fuga dell'assassino. Jay Austin, un detective dell'SFPD ed ex soldato della polizia militare, viene inviato a indagare. Si scontra con il tenente colonnello Alan Caldwell, il maresciallo preposto della base.
Anni prima, Austin e Lynch erano partner mentre prestavano servizio nella polizia militare e Caldwell era il loro ufficiale in comando. Quando Austin arrestò il tenente colonnello Paul Lawrence per guida in stato di ebbrezza e lo aggredì dopo che questi aveva insultato Lynch, Caldwell non lo sostenne. In seguito, Austin venne retrocesso e decise di lasciare l'esercito.
L'indagine getta sospetti su Lawrence, poiché Lynch è stato ucciso con una pistola Tokarev da 7,62 mm. Lawrence è il proprietario registrato di una Tokarev, ma afferma di averla persa in una partita di poker. Austin scopre anche che l'auto per la fuga usata dall'assassino di Lynch era intestata a un civile di nome Arthur Peale, che è ricco e possiede una holding.
Austin cerca di interrogare Lawrence sulla Tokarev, ma Caldwell interviene. Riconoscendo di avere giurisdizione condivisa sul caso, nonostante questo crei disagio a entrambi, si uniscono per indagare. Caldwell afferma che se il proiettile Tokarev che ha ucciso Lynch dovesse corrispondere a un proiettile sparato in precedenza dalla pistola Tokarev di Lawrence al poligono di tiro del Presidio, allora Caldwell farà in modo che Lawrence si arrenda ad Austin. Nel frattempo, Caldwell e Austin fanno visita a Peale, che afferma che la sua auto è stata rubata e ha un alibi per la notte in cui Lynch è stata uccisa. Caldwell nota l'armamentario dell'era del Vietnam nell'ufficio di Peale e scopre che Peale era precedentemente nella CIA e consigliere militare in Vietnam nello stesso periodo in cui era lì anche Lawrence.
Austin ottiene il rapporto balistico sul proiettile Tokarev, che conferma che la pistola di Lawrence ha ucciso Lynch. Austin mette all'angolo Lawrence quando lascia il Presidio, provocando un inseguimento a piedi attraverso Chinatown, al termine del quale Lawrence viene ucciso, investito da un autoveicolo. Caldwell è furioso che Austin abbia ignorato il loro accordo. Caldwell si confida con il suo amico, il sergente maggiore in pensione Ross Maclure, che ha prestato servizio con Caldwell in Vietnam.
Caldwell e Austin scoprono entrambi che l'assassino del Presidio stava cercando di entrare in un ripostiglio per recuperare una bottiglia di acqua di sorgente. Indagando presso la compagnia idrica, Austin ottiene il nome dell'autista delle consegne, George Spota. Caldwell riconosce il nome come qualcuno che ha servito sotto Lawrence in Vietnam. Austin conferma che l'auto di Spota ha colpito e ucciso Lawrence durante il loro inseguimento, e Caldwell scopre che la compagnia idrica per cui lavora Spota è di proprietà di Peale. Austin e Caldwell seguono Spota durante le sue consegne. Spota effettua una consegna alla Travis Air Force Base e ritira una bottiglia d'acqua che è stata trasportata alla base dalle Filippine.
Austin e Caldwell vedono la cospirazione prendere forma. Spota, Lawrence e Peale si conoscevano tutti in Vietnam. Spota ha ritirato una consegna di acqua dalle Filippine, ma ha accidentalmente lasciato quella bottiglia d'acqua nel magazzino del Presidio. Quando si è reso conto del suo errore, è tornato indietro per recuperarlo, ma Lynch lo ha sorpreso durante l'irruzione e lui le ha sparato.
Proprio mentre lo capiscono, vedono arrivare Maclure. Caldwell si rende conto che Peale e Lawrence avrebbero avuto bisogno di qualcuno come Maclure per eseguire il contrabbando, perché Maclure aveva contatti nell'esercito americano in Asia. Spota e Peale aprono la bottiglia proveniente dalle Filippine, rivelando i diamanti all'interno. Maclure entra e li sorprende estraendo una pistola. Peale rivela che Lawrence stava ricattando Maclure. Peale cerca di convincere Maclure a lasciare che il contrabbando continui, ma Maclure è disgustato e affranto per la morte di Lynch e dichiara che il contrabbando deve finire, ma gli uomini di Peale gli sottraggono la pistola. Proprio mentre Peale sta per uccidere Maclure, entrano Caldwell e Austin. Segue uno scontro a fuoco durante il quale Peale e i suoi uomini vengono uccisi e Maclure viene ferito a morte.
Caldwell chiede ad Austin di ritardare di 48 ore il suo rapporto alla polizia per poter seppellire Maclure con tutti gli onori che ritiene gli spettino. Austin è d'accordo. Alla cerimonia militare, Caldwell elogia in lacrime Maclure. Caldwell si riconcilia con sua figlia Donna, che si è innamorata, ricambiata, di Austin, e ammette Austin nella famiglia.